# Гринблат, Кристиан Людвигович
Кристиан Людвигович Гринблат (латыш. Kristiāns Grīnblats; 1891, Курляндская губерния — 22 октября 1939, Иркутск) — советский государственный и партийный деятель.

## Биография
Родился в латышской семье. Окончив двухклассное начальное Перкуненское училище в Либаве, в 1904—1915 годах работал разнорабочим в строительных организациях. В 1911 году вступил в РСДРП; участвовал в революционной деятельности в Либаве, Риге, Форштате, в 1912 году подвергался аресту.
В 1915—1917 годах воевал на фронте Первой мировой войны в составе Балтийской морской дивизии, младший унтер-офицер; после ранения находился на лечении в Курске и Харьковской губернии.
В 1917—1918 годах работал в Бутырской районной управе Москвы. В 1918—1921 годах служил в РККА: курсант 1-х Московских командных курсов, комиссар (11.4.1918 — 7.12.1920) и начальник (врио) Тверских командных кавалерийских курсов РККА, заведующий агитационно-пропагандистским отделом Тверского городского комитета РКП(б) (1919), комиссар и начальник (врио) Орловских командных кавалерийских курсов РККА (1921), начальник Политического отдела Управления высших учебных заведений Орловского военного округа (1921), преподаватель общественных наук 27-х Орловских пулемётных курсов (1922). Участвовал в боях против армии Юденича.
С 1922 года — на партийной работе в Орловской губернии: начальник губернского отдела ГПУ (1922 — декабрь 1923), председатель губисполкома (декабрь 1923 — июль 1924), ответственный секретарь губкома РКП(б) (июль 1924 — ноябрь 1925).
В 1925—1927 годах учился на курсах марксизма при ЦИК СССР.
С 16 августа 1927 по 1928 год — ответственный секретарь Акмолинского губкома ВКП(б), в 1928—1929 — ответственный секретарь Кзыл-Джарского — Петропавловского окружкома партии.
В 1929—1937 годах — на партийной работе в ЦК ВКП(б): заведующий Сектором советских административных кадров Организационно-распределительного — Распределительного отдела (1929—1931), заместитель заведующего Организационно-распределительным отделом (1929 — январь 1930), заместитель заведующего Распределительным отделом — Отделом административно-хозяйственных и профсоюзных кадров (январь 1930—1931).
В 1931—1933 годах учился в Институте красной профессуры мировой экономики и мирового хозяйства.
В 1933—1937 годах — уполномоченный Центральной государственной комиссии по определению урожайности при СНК СССР по Восточно-Сибирскому краю, по Иркутской области; одновременно с сентября 1937 исполнял обязанности начальника Иркутского областного земельного отдела.
Избирался делегатом XIV (1925) и XVI (1929) партийных конференций, XIII (1924) и XV (1927) партийных съездов, II Всесоюзного Съезда Советов, членом ЦИК СССР I созыва.
20 ноября 1937 года арестован по обвинению по ст. ст. 17, 58-1 «а», 58-7, 58-11 УК РСФСР. Умер 22 октября 1939 года в Иркутской тюремной больнице.
Реабилитирован 14 сентября 1956 г. постановлением УКГБ при СМ СССР Иркутской области.